# Hyves
A Hyves (ejtsd: hájvsz) egy közösségi oldal Hollandiában, főként holland látogatókkal és tagokkal. Funkcióit tekintve a Facebook és Myspace kistestvére. A Hyves-t 2004-ben alapította Raymond Spanjar, Koen Kam és Floris Rost van Tonningen.
2010 májusában a Hyves-on már több mint 10,3 millió felhasználó volt, ebből kétmillió az ezt megelőző másfél évben csatlakozott.

## A kezdetek és felfejlődés
A Hyves 2004 szeptemberében indult el. A profiloldalak szerkesztéséhez nincs szükség HTML-tudásra. Profillapunkat egyszerűen elkészíthetjük egy kérdéssor kitöltésével, valamit fotókat, videókat és blogbejegyzéseket tölthetünk fel. Az oldal felhasználói ezenkívül olyan ingyenes szolgáltatásokat is használhatnak mint például az online piac, az online fizetési megoldások (Hyves Afrekenen) és természetesen régebbi osztálytársaikkal is felvehetik a kapcsolatot.
2006 májusában derült ki, hogy a Holland rendőrség a Hyves-on is kutat lehetséges gyanúsítottak után. 2007. december 13-án az év legnépszerűbb oldala lett és a mai napig a legnépszerűbb közösségi oldal Hollandiában.
2008 áprilisában egy holland iparmágnás, Joop van den Ende nagy részesedést szerzett a Hyves-ban azzal a szándékkal hogy külföldön terjeszkedjen és mobil szolgáltatásokat nyújtson.
A ‘Hyven’ (Hyve-olni) szó megtalálható az újabb kiadású szótárakban.

## Adatvédelem
A hozzászólásaink és üzeneteink mindenki számára láthatóak, azonban lehetőség van szemelyés adataink védelmére. A profillapunk láthatóságát például beállíthatjuk úgy, hogy csak a barátaink, vagy a barátaink barátai láthatják. Üzeneteink láthatósága hasonló módon állítható. Ennek eredményeként idegenek csak beleegyezésünkkel láthatják adatainkat de cserébe mi sem fogjuk látni az ő adataikat.